# 小行星6668
小行星6668（英語：6668）是一颗围绕太阳公转的小行星。1994年4月11日，上田清二、金田宏在钏路市发现了此天体。
这颗小行星的绝对星等为285.2129726632116等。